# Liste der Reptilien Deutschlands

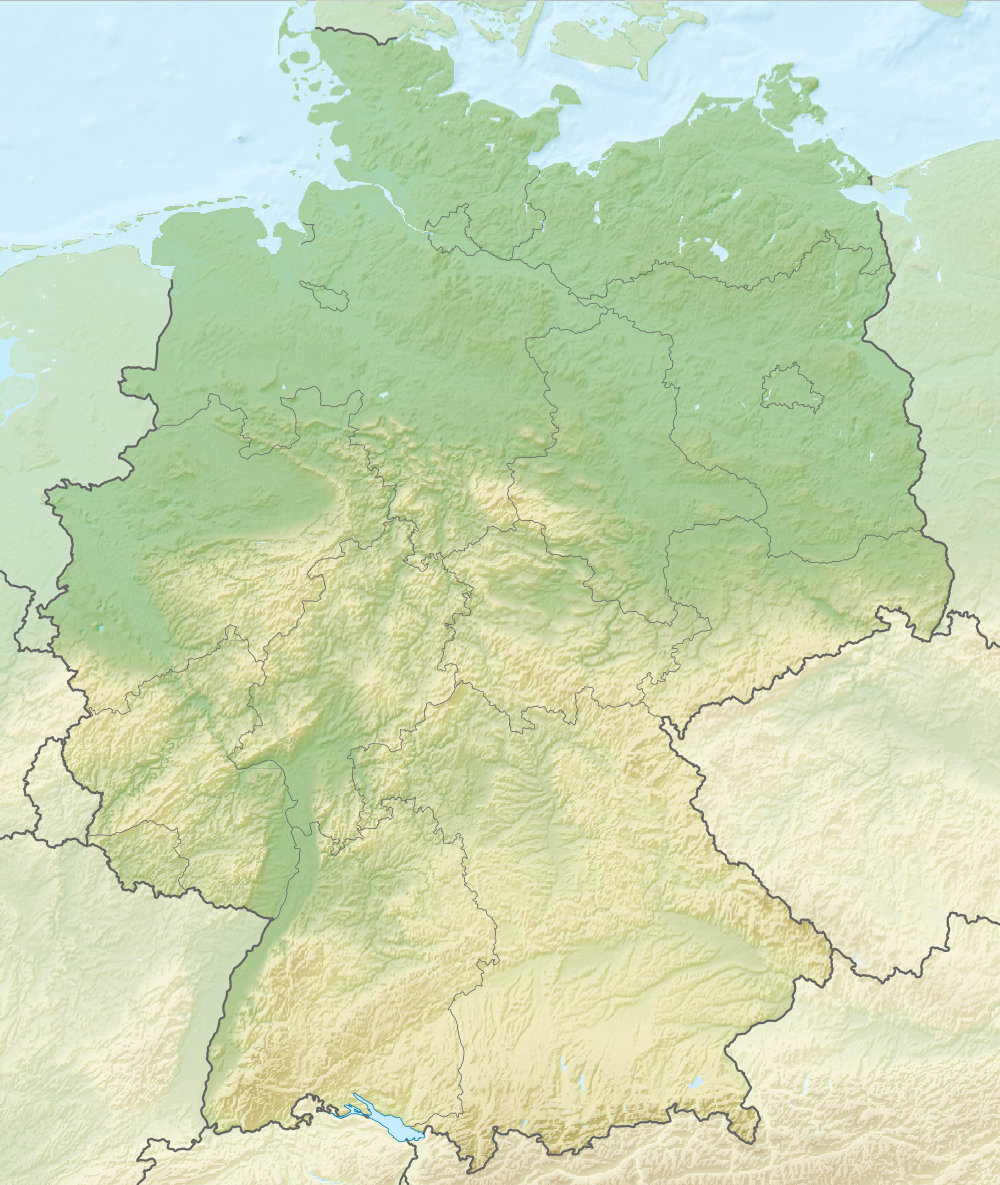
Topografische Karte Deutschlands

Lage Deutschlands in Europa

Diese kommentierte Liste führt die wildlebende Reptilienfauna in Deutschland auf. Sie listet die Arten der Reptilien (Reptilia) Deutschlands auf, die rezent vorkommen oder in Deutschland ab 1492 als ausgestorben eingestuft wurden.

## Status der Roten Liste der IUCN
Von den genannten Arten ist eine potentiell gefährdet (near threatened), eine nicht bewertet und die übrigen ungefährdet (nach den Kriterien der Roten Liste der IUCN auf globaler Ebene).
Die von der Roten Liste der IUCN verwendeten Erhaltungszustände sind:
| (EX) | ausgestorben (engl. extinct)                          | es gibt auf der Welt kein lebendes Individuum mehr |
| (EW) | in der Natur ausgestorben (engl. extinct in the wild) | es gibt lediglich Individuen in Kultur, in Gefangenschaft oder in eingebürgerten Populationen außerhalb des natürlichen Verbreitungsgebietes                                                                                              |
| (CR) | vom Aussterben bedroht (engl. critically endangered)  | extrem hohes Risiko des Aussterbens in der Natur in unmittelbarer Zukunft |
| (EN) | stark gefährdet (engl. endangered)                    | sehr hohes Risiko des Aussterbens in der Natur in unmittelbarer Zukunft |
| (VU) | gefährdet (engl. vulnerable)                          | hohes Risiko des Aussterbens in der Natur in unmittelbarer Zukunft |
| (NT) | potenziell gefährdet (engl. near threatened)          | die Beurteilung führte nicht zur Einstufung in die Kategorien vom Aussterben bedroht, stark gefährdet oder gefährdet, die Schwellenwerte wurden jedoch nur knapp unterschritten oder werden wahrscheinlich in naher Zukunft überschritten |
| (LC) | nicht gefährdet (engl. least concern)                 | die Beurteilung führte nicht zur Einstufung in die Kategorien vom Aussterben bedroht, stark gefährdet, gefährdet oder potenziell gefährdet                                                                                                |
| (DD) | ungenügende Datengrundlage (engl. data deficient)     | die vorhandenen Informationen reichen nicht für eine Beurteilung des Aussterberisikos aus |
| (NE) | nicht beurteilt (engl. not evaluated)                 | die Art existiert, es wurde jedoch keine Beurteilung durchgeführt, zum Beispiel bei invasiven Arten |

## Status der Roten Liste Deutschlands (RL D)
In Deutschland ist die Reptilienfauna mit nur 14 Arten im europäischen Schnitt sehr gering vertreten.
Legende Spalte RL D (ausführliche Erklärung):
- 0 = Ausgestorben oder verschollen
- 1 = Vom Aussterben bedroht
- 2 = Stark gefährdet
- 3 = Gefährdet
- G = Gefährdung unbekannten Ausmaßes
- R = Extrem selten
- V = Vorwarnliste
- * = Ungefährdet
- D = Daten unzureichend
- ⬧ = Nicht bewertet

## OrdnungTestudines

### Familie:Neuwelt-Sumpfschildkröten(Emydidae)
| wissenschaftlicher Name und Autor | deutscher Name               | Verbreitungsgebiet | IUCN-RL | RL D | Bild |
| --------------------------------- | ---------------------------- | ------------------ | ------- | ---- | ---- |
| Emys orbicularis (Linnaeus, 1758) | Europäische Sumpfschildkröte | Verbreitungskarte  | (NT)    | 1    |      |

## OrdnungSauria

### Familie:Schleichen(Anguidae)
| wissenschaftlicher Name und Autor | deutscher Name           | Verbreitungsgebiet          | IUCN-RL | RL D | Bild |
| --------------------------------- | ------------------------ | --------------------------- | ------- | ---- | ---- |
| Anguis fragilis Linnaeus, 1758    | Westliche Blindschleiche | Verbreitungskarte (nur rot) | (LC)    | *    |      |

### Familie:Echte Eidechsen(Lacertidae)
| wissenschaftlicher Name und Autor     | deutscher Name            | Verbreitungsgebiet       | IUCN-RL | RL D | Bild |
| ------------------------------------- | ------------------------- | ------------------------ | ------- | ---- | ---- |
| Lacerta agilis Linnaeus, 1758         | Zauneidechse              | Verbreitungskarte        | (LC)    | V    |      |
| Lacerta bilineata Daudin, 1802        | Westliche Smaragdeidechse | Verbreitungskarte (grün) | (LC)    | 2    |      |
| Lacerta viridis (Laurenti, 1768)      | Östliche Smaragdeidechse  | Verbreitungskarte (blau) | (LC)    | 1    |      |
| Podarcis muralis (Laurenti, 1768)     | Mauereidechse             | Verbreitungskarte        | (LC)    | V    |      |
| Zootoca vivipara (Lichtenstein, 1823) | Waldeidechse              | Verbreitungskarte        | (LC)    | V    |      |

## OrdnungSerpentes

### Familie:Nattern(Colubridae)
| wissenschaftlicher Name und Autor    | deutscher Name      | Verbreitungsgebiet | IUCN-RL | RL D | Bild |
| ------------------------------------ | ------------------- | ------------------ | ------- | ---- | ---- |
| Coronella austriaca Laurenti, 1768   | Schlingnatter       | Verbreitungskarte  | (LC)    | 3    |      |
| Natrix helvetica (Lacépède, 1789)    | Barren-Ringelnatter | Verbreitungskarte  |         | (3)  |      |
| Natrix natrix (Linnaeus, 1758)       | Ringelnatter        | Verbreitungskarte  | (LC)    | (3)  |      |
| Natrix tessellata (Laurenti, 1768)   | Würfelnatter        | Verbreitungskarte  | (LC)    | 1    |      |
| Zamenis longissimus (Laurenti, 1768) | Äskulapnatter       | Verbreitungskarte  | (LC)    | 2    |      |

### Familie:Vipern(Viperidae)
| wissenschaftlicher Name und Autor | deutscher Name | Verbreitungsgebiet | IUCN-RL | RL D | Bild |
| --------------------------------- | -------------- | ------------------ | ------- | ---- | ---- |
| Vipera aspis (Linnaeus, 1758)     | Aspisviper     | Verbreitungskarte  | (LC)    | 1    |      |
| Vipera berus (Linnaeus, 1758)     | Kreuzotter     | Verbreitungskarte  | (LC)    | 2    |      |